# 1260 год
1260 (ты́сяча две́сти шестидеся́тый) год  по юлианскому календарю — високосный год, начинающийся в четверг. Это 1260 год нашей эры, 10‑й год 6‑го десятилетия XIII века 2‑го тысячелетия, 1‑й год 1260‑х годов. Он закончился 765 лет назад.
| Пн | Вт | Ср | Чт | Пт | Сб | Вс |
|    |    |    | 1  | 2  | 3  | 4  |
| 5  | 6  | 7  | 8  | 9  | 10 | 11 |
| 12 | 13 | 14 | 15 | 16 | 17 | 18 |
| 19 | 20 | 21 | 22 | 23 | 24 | 25 |
| 26 | 27 | 28 | 29 | 30 | 31 |    |

| Пн | Вт | Ср | Чт | Пт | Сб | Вс |
|    |    |    |    |    |    | 1  |
| 2  | 3  | 4  | 5  | 6  | 7  | 8  |
| 9  | 10 | 11 | 12 | 13 | 14 | 15 |
| 16 | 17 | 18 | 19 | 20 | 21 | 22 |
| 23 | 24 | 25 | 26 | 27 | 28 | 29 |

| Пн | Вт | Ср | Чт | Пт | Сб | Вс |
| 1  | 2  | 3  | 4  | 5  | 6  | 7  |
| 8  | 9  | 10 | 11 | 12 | 13 | 14 |
| 15 | 16 | 17 | 18 | 19 | 20 | 21 |
| 22 | 23 | 24 | 25 | 26 | 27 | 28 |
| 29 | 30 | 31 |    |    |    |    |

| Пн | Вт | Ср | Чт | Пт | Сб | Вс |
|    |    |    | 1  | 2  | 3  | 4  |
| 5  | 6  | 7  | 8  | 9  | 10 | 11 |
| 12 | 13 | 14 | 15 | 16 | 17 | 18 |
| 19 | 20 | 21 | 22 | 23 | 24 | 25 |
| 26 | 27 | 28 | 29 | 30 |    |    |

| Пн | Вт | Ср | Чт | Пт | Сб | Вс |
|    |    |    |    |    | 1  | 2  |
| 3  | 4  | 5  | 6  | 7  | 8  | 9  |
| 10 | 11 | 12 | 13 | 14 | 15 | 16 |
| 17 | 18 | 19 | 20 | 21 | 22 | 23 |
| 24 | 25 | 26 | 27 | 28 | 29 | 30 |
| 31 |    |    |    |    |    |    |

| Пн | Вт | Ср | Чт | Пт | Сб | Вс |
|    | 1  | 2  | 3  | 4  | 5  | 6  |
| 7  | 8  | 9  | 10 | 11 | 12 | 13 |
| 14 | 15 | 16 | 17 | 18 | 19 | 20 |
| 21 | 22 | 23 | 24 | 25 | 26 | 27 |
| 28 | 29 | 30 |    |    |    |    |

| Пн | Вт | Ср | Чт | Пт | Сб | Вс |
|    |    |    | 1  | 2  | 3  | 4  |
| 5  | 6  | 7  | 8  | 9  | 10 | 11 |
| 12 | 13 | 14 | 15 | 16 | 17 | 18 |
| 19 | 20 | 21 | 22 | 23 | 24 | 25 |
| 26 | 27 | 28 | 29 | 30 | 31 |    |

| Пн | Вт | Ср | Чт | Пт | Сб | Вс |
|    |    |    |    |    |    | 1  |
| 2  | 3  | 4  | 5  | 6  | 7  | 8  |
| 9  | 10 | 11 | 12 | 13 | 14 | 15 |
| 16 | 17 | 18 | 19 | 20 | 21 | 22 |
| 23 | 24 | 25 | 26 | 27 | 28 | 29 |
| 30 | 31 |    |    |    |    |    |

| Пн | Вт | Ср | Чт | Пт | Сб | Вс |
|    |    | 1  | 2  | 3  | 4  | 5  |
| 6  | 7  | 8  | 9  | 10 | 11 | 12 |
| 13 | 14 | 15 | 16 | 17 | 18 | 19 |
| 20 | 21 | 22 | 23 | 24 | 25 | 26 |
| 27 | 28 | 29 | 30 |    |    |    |

| Пн | Вт | Ср | Чт | Пт | Сб | Вс |
|    |    |    |    | 1  | 2  | 3  |
| 4  | 5  | 6  | 7  | 8  | 9  | 10 |
| 11 | 12 | 13 | 14 | 15 | 16 | 17 |
| 18 | 19 | 20 | 21 | 22 | 23 | 24 |
| 25 | 26 | 27 | 28 | 29 | 30 | 31 |

| Пн | Вт | Ср | Чт | Пт | Сб | Вс |
| 1  | 2  | 3  | 4  | 5  | 6  | 7  |
| 8  | 9  | 10 | 11 | 12 | 13 | 14 |
| 15 | 16 | 17 | 18 | 19 | 20 | 21 |
| 22 | 23 | 24 | 25 | 26 | 27 | 28 |
| 29 | 30 |    |    |    |    |    |

| Пн | Вт | Ср | Чт | Пт | Сб | Вс |
|    |    | 1  | 2  | 3  | 4  | 5  |
| 6  | 7  | 8  | 9  | 10 | 11 | 12 |
| 13 | 14 | 15 | 16 | 17 | 18 | 19 |
| 20 | 21 | 22 | 23 | 24 | 25 | 26 |
| 27 | 28 | 29 | 30 | 31 |    |    |

## События

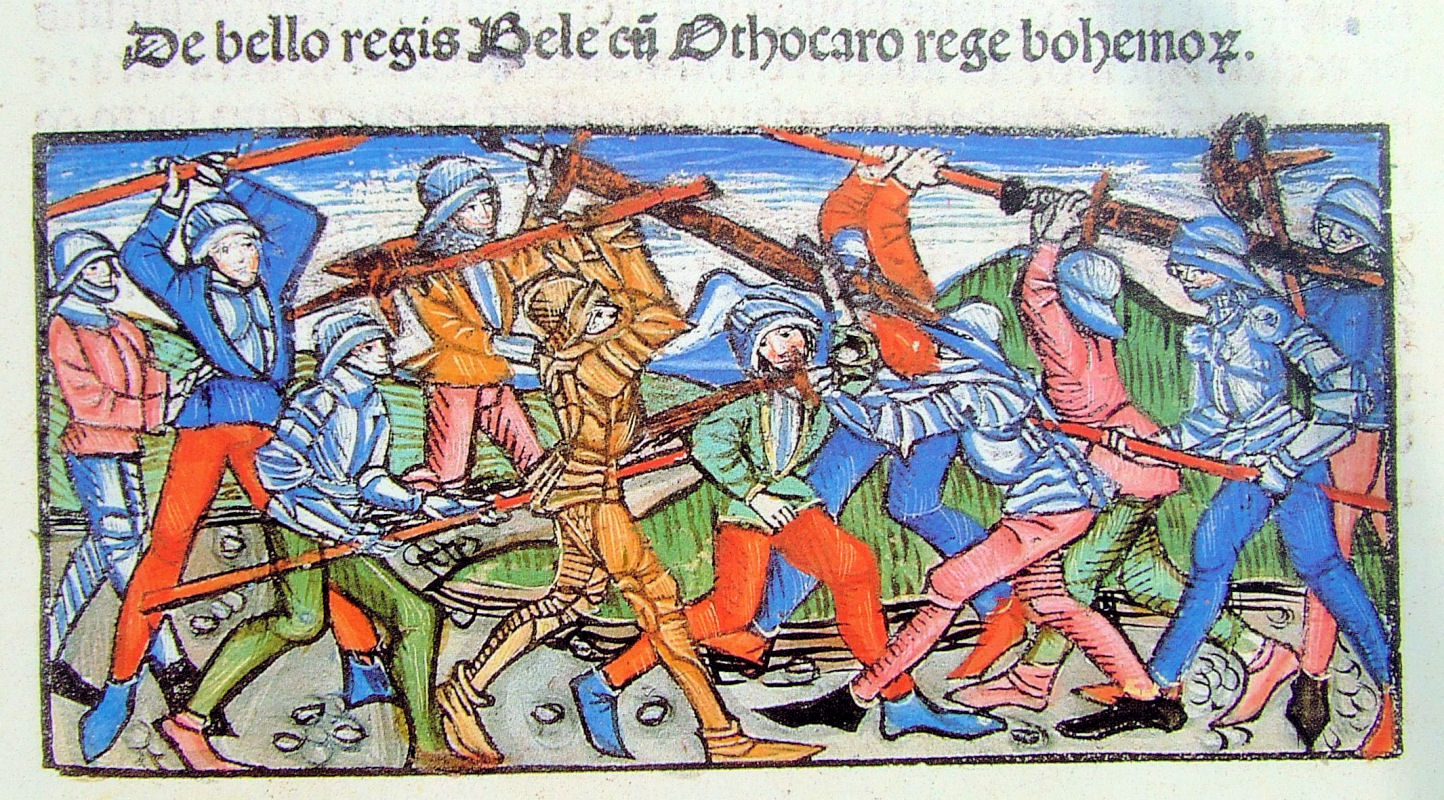
Битва при Кресенбрунне

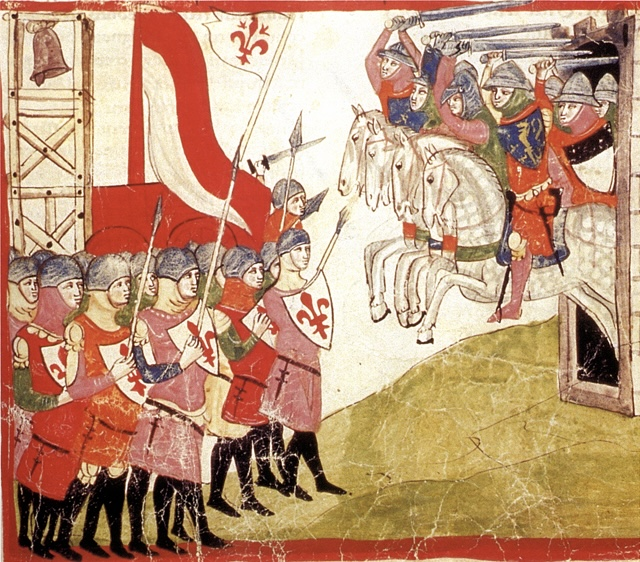
Битва при Монтаперти

- 1247—1264 — война за тюрингское наследство. Военный конфликт за право наследования земель пресекшейся династии Людовингов между родственниками ландграфского дома по женской линии[1].
- 1256—1270 — Война Святого Саввы. Вооружённый конфликт в крестоносных государствах Палестины между генуэзцами, при содействии владетеля Тира Филиппа де Монфора и рыцарей-госпитальеров с одной стороны и венецианцами, в союзе с Пизой, провансальцами, тамплиерами и большинством палестинских баронов — с другой (часть Венецианско-генуэзский войн)[2].
- 14 мая — Битва при Друим Дерг: поражение ирландцев от англичан и гибель верховного короля Ирландии Бриана Уа Нейлла
- 12 июля — в сражении при деревне Кресенбрунн (ныне Гройсенбрунн, Австрия) войска чешского короля Пржемысла Оттокара II разбили армию короля Венгрии Белы IV[3].
- 1260—1274 — началось Второе прусское восстание против Тевтонского ордена[4].
  - 13 июля — жемайты и курши наносят рыцарям Тевтонского ордена поражение в битве при Дурбе. Миндовг порывает с католичеством[5].
- 4 сентября — сиенские гибеллины при поддержке рыцарей короля Манфреда Сицилийского громят флорентийских гвельфов в битве при Монтаперти[6].
- Сентябрь — неудачная осада Сале кастильцами.
- Михаил VIII Палеолог переправился во Фракию и осадил Константинополь, но неудачно.
- Присоединение к Чехии Штирии.
- Альфонс X Кастильский отвоевал город Эль-Пуэрто-де-Санта-Мария у мусульман.

### Монгольская империя
- 1252—1279 — Монгольское завоевание империи Южная Сун[7].
- 1260—1264 — Война Толуидов[8].
- 1256—1260 — закончился Ближневосточный поход монголов направленный против иранских исмаилитов-низаритов, халифата Аббасидов, сирийских Айюбидов и мамлюков Египта[9].
  - 18 января — монголы осадили Халеб. В осаде участвовали и войска христианских союзников Хулагу — Хетума Армянского и Боэмунда Антиохийского. Город был взят спустя неделю и подвергнут резне и разграблению, длившимся шесть дней. Город разрушен[9][10].
  - 18—24 января — осада Алеппо. Успешная осада айюбидской столицы Алеппо объединёнными силами Монгольской империи, Киликийской Армении и Антиохийского княжества[11].
  - Взята крепость Харим к западу от Халеба, защитники которой были поголовно вырезаны за сопротивление. В живых остался лишь один армянский золотых дел мастер[9].
  - Хулагу принял посланников Хамы и Хомса, явившихся выразить покорность. Айюбидский правитель Хамы аль-Мансур Мухаммед тем временем покинул свой город, чтобы присоединиться к армии ан-Насира Юсуфа в Дамаске. Прежний правитель Хомса аль-Ашраф Муса, тайный союзник монголов, лишённый ан-Насиром Юсуфом владений, прибыл из Дамаска, чтобы лично подтвердить своё подчинение Хулагу, и в награду получил своё княжество из рук монгольского завоевателя обратно[9].
  - 31 января — айюбидский малик Ан-Насир Салах ад-Дин Юсуф II, опасаясь монголов, бежит из Дамаска к Газе.[12]
  - 14 февраля (по другим сведениям — 1 марта) — монгольский полководец Китбука вступает в сдавшийся без боя Дамаск[13][9].
  - Начало весны — после получения известия о смерти великого хана Мункэ (11 августа 1259 года) Хулагу принял решение с бо́льшей частью войска отступить в Иран[9].
  - Весна — монгольские войска, оставленные Хулагу осаждать Мийафарикин (Мартирополь, ныне — Сильван, Турция), берут город.[14]
  - Середина весны — Хулагу с большей частью армии покидает Сирию[9].
  - 7 июня — монгольское войско располагается лагерем близ Тебриза (Иранский Азербайджан)[9].
  - Оставленный в Сирии военноначальник Китбука тем временем продолжил завоевания из Сирии: на юг — в Палестину, захватив Баальбек, аль-Субейба и Аджлун, монголы вошли в Самарию и жестоко расправились с Айюбидским гарнизоном Наблуса. Далее монгольские отряды беспрепятственно заняли Газу, Айюбидский султан ан-Насир Юсуф был взят в плен и выслан к Хулагу, монгольские гарнизоны в 1000 человек были размещены в Газе и Наблусе. Навстречу Китбуке двинулась армия египетских мамлюков под командованием Кутуза и Бейбарса[9].
  - 3 сентября — мамлюки Кутуза и Бейбарса наносят монголам поражение у Айн-Джалута[15]. Китбука взят в плен и казнён[9].
  - 11 декабря — монголы разбиты армией сирийских мамлюков и айюбидов при Хомсе[16].
- 1259—1260 — Второе Монгольское вторжение в Польшу под командованием Бурундая (см. 1241 и 1287-1288)[17].
  - 2 февраля — Сандомир был взят, после чего все его жители были убиты или взяты в плен, а город разграблен и разрушен[17].
  - 5 февраля — монголы пошли на запад, по южным склонам, затем, в соответствии с планом, в районе Хенцин объединились со второй группой, шедшей по северным склонам[17].
  - 10—12 февраля — начато движение на Краков[17].
  - Вторая половина февраля — монголы берут Краков и идут на Силезию[17].
  - Конец марта — монголы оставляют Польшу. В результате похода около 10 тысяч поляков попало в плен[17].
- Монгольское нашествие в Палестину (часть монгольского вторжения в Сирию)[18].
  - 3 сентября — битва при Айн-Джалуте между войском египетских мамлюков под командованием султана Кутуза и эмира Бейбарса и монгольским корпусом из армии Хулагу под командованием Китбука-нойона. Монголы были разгромлены, Китбука убит[19].
- 5 мая — на курултае в городе Кайпин (северный Пекин) великим ханом Монгольского государства провозглашается Хубилай. 
  - Июнь — его младший брат Ариг-буга, не признавший легитимность этого решения, избирается ханом на Каракорумском курултае. Между Хубилаем и Ариг-бугой началась вооружённая борьба.
- Восстание против монголов в Грузии и на севере Армении. Жестоко подавлено.

## Русь
Правление: 1252—1263 — Александр Ярославич Невский
- Декабрь 1259 — февраль 1260 — с целью принуждения галицко-волынских князей к подтверждению своей вассальной зависимости от Орды и участия в войне против владений Пястов в Малой Польше, монголы совершили военный поход на них. В итоге князья подтвердили свою вассальную зависимость, срыли укрепления Данилова, Стожеска, Львова, Кременца, Луцка, Владимира-Волынского. Участив галицко-волынских князей в военном походе на Малую Польшу, где разорили территории Краковского и Сандомирского княжеств[20].
- Конец февраля — Александр Невский оставляет на новгородском княжении своего сына Дмитрия Александровича, а сам уезжает в Ростов[21].
- Миндовг возобновил войну с Ливонским орденом, поддержав жемайтов. Этот шаг Миндовга в орденских хрониках считается вероотступничеством, однако достоверные данные о его религиозных убеждениях отсутствуют. В это время Миндовг заключил союз с великим князем владимирским Александром Ярославичем Невским[22].
- Основана Новгородская таможня.
- Даниил Галицкий, убежавший в 1259 году от татар в Венгрию, поддерживает венгерского короля Белу IV в его борьбе с королём Пржемыслом II Оттокаром, о чём последний сообщает в своём письме Римскому папе Александру IV[23].
- Основан Спасо-Каменный монастырь на островке в Кубенском озере (Вологодская область).

## Начало правления

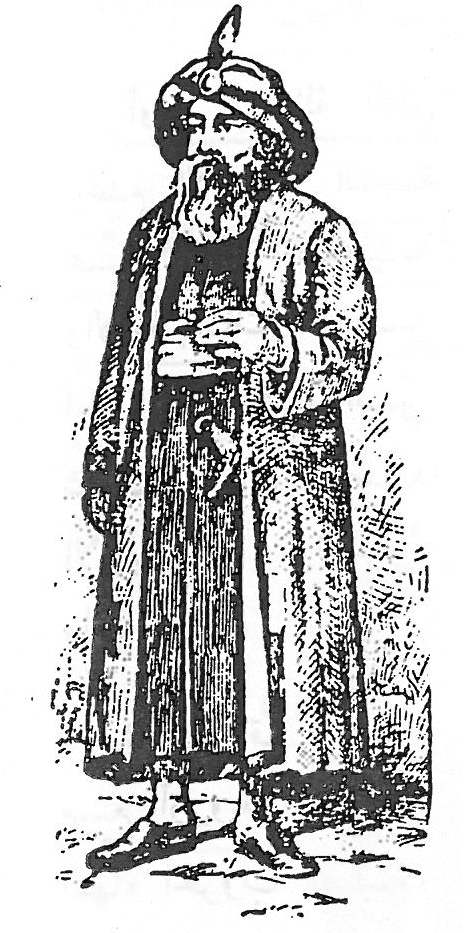
Мамлюкский султан Египта Бейбарс I

См.также: Список глав государств в 1260 году
- Монгольская империя — двоевластие (до 1264 года). Хубилай (1260—1271) и Ариг-Буга (1260—1264).
- Мамлюкский султанат — Бейбарс I (1260—1277).
- Чагатайский улус — хан Алгу (1260—1265).

## Культура и религия
- 24 октября — завершено строительство собора Девы Марии в Шартре (Франция).
- Начало эры Царства Святого Духа по Иоахиму Флорскому.
- Около 1260 — Основание Сегарелли крестьянско-плебейской секты апостоликов в Северной Италии.
- «Золотая легенда» Якова Ворагинского.
- Появляется латинский перевод «Политики» Аристотеля, выполненный Вильгельмом из Мёрбека[24].
- В государстве Тевтонского ордена, на прусских землях Погезании, Вармии и Натангии, образован вармийский диоцез.
- Персидским историком Джувейни завершён исторический труд Та’рих-и джахангушай («История мирозавоевателя»).
- Около 1260 — Зарождение гуманизма[25].

## Родились
См. также: Категория:Родившиеся в 1260 году
- Аарон Старший га-Рофе бен Иосеф.
- Мейстер Экхарт — немецкий теолог и философ.
- Гаддо Гадди — флорентийский художник.
- Андроник II Палеолог — византийский император.

## Скончались

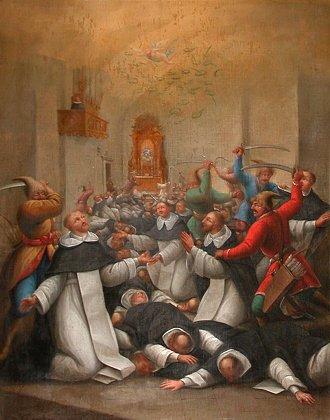
Гибель Садока Блаженного с 48 товарищами от рук монголов

См. также: Категория:Умершие в 1260 году
- 13 июля
  - Генрих Ботель — рыцарь Тевтонского ордена, вице-ландмейстер Пруссии.
  - Буркхард фон Хорнхаузен — рыцарь Тевтонского ордена.
- 3 сентября — Китбука, монгольский военачальник.
- 24 октября — Кутуз, мамлюкский султан Египта.
- Садок Блаженный — доминиканский монах.
- Ахситан II ибн Фарибурз III.